# 13274 Roygross
13274 Roygross (1998 QX37) là một tiểu hành tinh vành đai chính được phát hiện ngày 17 tháng 8 năm 1998 bởi nhóm nghiên cứu tiểu hành tinh gần Trái Đất phòng thí nghiệm Lincoln ở Socorro.
Tiểu hành tinh đã được đặt tên cho Roy James Gross (b. 1987).